# Ordynariat dla wiernych obrządku wschodniego
Ordynariat dla wiernych obrządku wschodniego – administratura apostolska Kościoła rzymskokatolickiego w Argentynie podległa bezpośrednio Rzymowi. Został erygowany 19 lutego 1959 roku.

## Ordynariusze
- Antonio Caggiano (1959 - 1975)
- Juan Carlos Aramburu (1975 - 1990)
- Antonio Quarracino (1990 - 1998)
- Jorge Bergoglio SJ (1998 - 2013)
- Mario Aurelio Poli (2013 - 2023)
- Jorge García Cuerva (od 2023)